# Remixed & Revisited
Remixed & Revisited es un álbum de remezclas de la cantante estadounidense Madonna, publicado el 25 de noviembre de 2003 por la compañía Maverick Records, filial de Warner Bros. El álbum contiene cuatro remezclas de canciones de su noveno álbum de estudio American Life (2003) y una inédita llamada «Your Honesty», tomada de las sesiones de grabación de su sexto disco Bedtime Stories (1994). Además, se incluye la presentación en vivo de «Like a Virgin» y «Hollywood» en los MTV Video Music Awards 2003 y la remezcla «Into the Hollywood Groove» (1985).
Los críticos le dieron reseñas variadas a las remezclas, mientras que «Your Honesty» fue generalmente la única en recibir elogios. Asimismo, el material obtuvo una recepción comercial moderada, pues alcanzó el puesto número 115 en Estados Unidos y entre los cuarenta lugares en varios países europeos, además de posicionarse como un sencillo en ciertos mercados. En el mundo, Remixed & Revisited comercializó un estimado de más de un millón de copias, lo que lo convierte en uno de los álbumes de remezclas más vendidos de todos los tiempos.

## Concepción
En 2003, Madonna planeaba publicar una caja recopilatoria conmemorativa para celebrar su vigésimo aniversario en el negocio de la música y el lanzamiento de su primer álbum de estudio Madonna (1983). El plan se canceló y en su lugar fue concebido Remixed & Revisited. Este contiene versiones remezcladas de cuatro canciones de American Life, su noveno álbum de estudio y un tema inédito llamado «Your Honesty», compuesta y producida por la cantante y Dallas Austin, tomada de las sesiones de grabación de su sexto álbum Bedtime Stories (1994). Además, el álbum contiene la presentación en directo de «Like a Virgin» y «Hollywood» en los MTV Video Music Awards 2003, y la pista «Into the Hollywood Groove», una combinación del sencillo de 1985 «Into the Groove» y el de 2003 «Hollywood», con la colaboración de la rapera Missy Elliott. Este tema también fue utilizado para la campaña publicitaria de la marca de ropa GAP. El artista Mount Sims remezcló «Nobody Knows Me», Headcleanr «American Life» y «Love Profusion», el DJ Jason Nevins «Nothing Fails», mientras que The Passengerz creó «Into the Hollywood Groove». El 9 de diciembre de 2003, Warner Music France publicó una caja recopilatoria que contenía la colección de remezclas y el álbum American Life en una funda de cartón titulado Édition Spéciale 2CDs: American Life + Remixed & Revisited.

### Actuación en los MTV VMA 2003
El popurrí de «Like a Virgin»/«Hollywood» fue interpretado durante la apertura de los MTV Video Music Awards 2003 el 27 de agosto, donde Madonna se unió a Britney Spears, Christina Aguilera y Missy Elliott. La actuación inició con Spears apareciendo en el escenario en la cima de un pastel de bodas mientras vestía un velo y un vestido de novia; cantó las primeras líneas de «Like a Virgin» antes de que Aguilera apareciera por detrás de la torta y se le uniese. A continuación, Madonna salió de la torta con un abrigo negro y un sombrero, donde dio inicio a la interpretación de «Hollywood» antes de proceder a besar en los labios a Spears y Aguilera. Missy Elliott salió de una capilla de bodas para cantar su tema «Work It» a la mitad de la actuación. El beso generó una fuerte reacción en los medios de comunicación. La autora feminista Camille Paglia describió el momento como «grande»; señaló que el beso era como Madonna diciendo a Spears, «te estoy pasando la antorcha». Sin embargo, según ella, Spears no podía tomar ventaja del beso, pues posteriormente su carrera y estilo de vida quedaría bajo crítica y escrutinio de inmensos medios. Paglia dijo que «literalmente desde ese beso, desde ese momento en adelante, Britney se precipitó fuera de control. ¡Es como si Madonna le hubiese dado el beso de la muerte!». Madonna comentó sobre el beso: «Yo soy la estrella del pop mamá y ella es la estrella del pop bebé. Y la estoy besando para pasarle mi energía». Esta actuación fue ubicada en el puesto número uno de la lista «los 25 momentos más sexys de la historia de los VMA», realizada por la revista Complex en 2012. MTV listó la interpretación como los momentos de apertura número uno en la historia de los MTV Video Music Awards.

## Recepción

### Crítica
En términos generales, Remixed & Revisited recibió reseñas variadas de los críticos musicales. Stephen Thomas Erlewine de Allmusic consideró que la presencia de un «fuerte gancho y un fuerte sentido de la diversión» faltó en la compilación, excepto por la canción «Your Honesty», que declaró como la mejor pista a pesar de sentir sus ritmos un poco anticuados. Comparó el trabajo de los mezcladores como «tan sutil como un martillo neumático, ya sea en la astilla de "American Life" por Headcleanr o la mezcla retro de los años '90 de Nevis de "Nothing Fails". En todas estas mezclas, Madonna suena como si estuviera fuera de sintonía con la música de 2003». Erlewine también comparó la voz de Spears con la de Madonna durante sus primeros días y Aguilera con la de Cher. Jason Shawhan de About.com comparó la sensación general de la compilación con la de «un dedo del pie que sumerge en una bañera para determinar la temperatura»; no estaba impresionado con las remezclas de «American Life», «Nobody Knows Me» y «Love Profusion», sin embargo, elogió la de «Nothing Fails» y la describió como «un híbrido mutante de disco/rock/góspel que suena fresco y musicalmente revelador como la colaboración inicial de Madonna/Mirwais de "Music", de hace unos años atrás». Rickey Wright de Amazon.com comentó que «este EP de remezclas hace un buen trabajo de rehabilitación, en gran medida, del álbum ignorado de Madonna, American Life». Elogió la mezcla de «Nothing Fails», pero comentó que las «versiones de "Love Profusion" y "Nobody Knows" sugieren que estas canciones, también, no han dado suficiente crédito como lo son los últimos menores clásicos de Madonna».
Keith Caulfield de Billboard quedó impresionado con «Your Honesty» y las remezclas de «Love Profusion» y «Nobody Knows Me». Al respecto, comentó: «El EP les va a gustar a sus admiradores incondicionales, incluso a los que no estaban muy entusiasmados con American life». Nicholas Fonseca de Entertainment Weekly le dio una calificación de «C+» y lamentó que «esos cortes de rock inclinados no podrán impulsar a los oyentes a las pistas de baile», aunque alabó a «Your Honesty» y comentó que es «un relajo dinámico que suena más sincero que cualquier cosa que Madge [Madonna] haya publicado antes». Sin embargo, Chuck Arnold y Ralph Novak de la revista People dieron una mala reseña al disco, con una estrella y media de cuatro, y comentaron que las cuatro remezclas «no mejoran en los cortes originales de Life [American Life] y no le ayudará». Nathan Brackett de Rolling Stone comentó que el lanzamiento «supera al sobresaliente sencillo "Love Profusion", pero el resto malogra una oportunidad para revivir el interés en su álbum pariente». Jack Foley de Indie London sostuvo que «Nothing Fails» añade algunos ritmos de manera brillante. Además, no quedó conformado con la remezcla de «American Life», al comentar que el rap suena incómodo, y «amenaza, una vez más, a socavar una buena pista». Asimismo, dijo que la incorporación del popurrí de «Like a Virgin» y «Hollywood» «efectista para encajar en este CD de remezclas». Por último, indicó que «Your Honesty» le parecía «mediocre», pero placentero de todas formas. En su libro The Essential Rock Discography, Martin Charles Strong llamó el lanzamiento «igualmente descartable como su álbum pariente». Finalmente, Phil Udell de la revista irlandesa Hot Press lo calificó como una «impresionante colección de siete canciones».

### Comercial
Remixed & Revisited obtuvo una recepción comercial moderada en el mundo. En los Estados Unidos, debutó en el número 115 del Billboard 200, con 22 000 copias vendidas en su primera semana, lo que resultó ser un éxito bastante sobresaliente por ser un EP y de canciones remezcladas. Hasta 2005, se tenía conocimiento de que el EP había comercializado unas 114 000 unidades en ese país. Por otro lado, en Bélgica, debutó y alcanzó el puesto número sesenta y uno de la región Flamenca, mientras que en la región Valona permaneció solo una semana, en la posición treinta y siete. De igual manera, permaneció una edición en la lista de Suiza, en el número ochenta. En el continente asiático, debutó el 24 de enero de 2004 en la lista oficial de Japón. Alcanzó su máxima posición en el puesto treinta y tres, y permaneció por dieciséis semanas allí.
En algunos países europeos, el material entró como un sencillo. En Finlandia, estuvo solo una semana la lista, donde ocupó el puesto doce. El 12 de diciembre de 2003, entró por primera vez en el conteo de Dinamarca, en el diecisiete. Tres años después, el 1 de septiembre de 2006, alcanzó el número tres, la más alta posición. Finalmente, en Italia y Portugal, alcanzó la posición dos, el 4 de diciembre de 2003 y el 24 de enero de 2004, respectivamente. En el mundo, Remixed & Revisited comercializó un estimado de más de un millón de copias, suficiente para convertirlo en uno de los álbumes de remezclas más vendidos de todos los tiempos.

## Lista de canciones
| Remixed & Revisited | |                                               |                             |          |  |
| N.º                 | Título | Escritor(es)                                  | Remezclador(es)             | Duración |  |
| 1.                  | «Nothing Fails» (Nevins Mix) | Madonna, Guy Sigsworth, Jem Griffiths         | Jason Nevins                | 3:50     |  |
| 2.                  | «Love Profusion» (Headcleanr Rock Mix)                                                                                           | Madonna, Mirwais Ahmadzaï                     | Ray Carroll                 | 3:16     |  |
| 3.                  | «Nobody Knows Me» (Mount Sims Old School Mix)                                                                                    | Madonna, Ahmadzaï                             | Mount Sims                  | 4:44     |  |
| 4.                  | «American Life» (Headcleanr Rock Mix)                                                                                            | Madonna, Ahmadzaï                             | Ray Carroll                 | 4:01     |  |
| 5.                  | «Popurrí de Like a Virgin/Hollywood» (Interpretación en los MTV VMA 2003 con Britney Spears, Christina Aguilera y Missy Elliott) | Madonna, Ahmadzaï, Billy Steinberg, Tom Kelly | N/A                         | 5:34     |  |
| 6.                  | «Into the Hollywood Groove» (The Passengerz Mix)                                                                                 | Madonna, Ahmadzaï, Stephen Bray               | Soul Diggaz, The Passengerz | 3:42     |  |
| 7.                  | «Your Honesty» | Madonna, Dallas Austin                        | Daniel Abraham              | 4:07     |  |

## Posicionamiento en listas
| País (Lista 2003) | Mejor posición |
| ----------------- | -------------- |
| Bélgica Flandes   | 61             |
| Bélgica Valonia   | 37             |
| Estados Unidos    | 115            |
| Japón             | 33             |
| Suiza             | 80             |

| País (Lista 2003-2006) | Mejor posición |
| ---------------------- | -------------- |
| Dinamarca              | 3              |
| Finlandia              | 12             |
| Italia                 | 2              |
| Portugal               | 2              |

## Créditos y personal
| Producción - Composición: Madonna, Mirwais Ahmadzaï, Dallas Austin, Stephen Bray, Jem Griffiths, Tom Kelly, Guy Sigsworth y Billy Steinberg. - Producción: Madonna, Mirwais Ahmadzaï, Dallas Austin, Ray Carroll, Mount Sims, Jason Nevins, Vincent Nigro, Soul Diggas y Mark «Spike» Stent. - Remezclas: Daniel Abraham, Ray Carroll, Mount Sims y Jason Nevins. - Mezcla: Chris Griffin. - A&R: Craig Kostich y Orlando Puerta. - Producción ejecutiva: Craig Kostich y Orlando Puerta. - Masterización: Pat Kraus. - Edición: The Passengerz. | Músicos adicionales - Britney Spears: artista invitada, artista principal. - Christina Aguilera: artista invitada, artista principal. - Missy Elliott: artista invitada, artista principal. Diseño - Fotografía: Regan Cameron. - Dirección de arte: Bret Healey y Kevin Reagan. |

Fuentes: Allmusic.